# パパアミーゴ!
『パパアミーゴ!』は、1998年10月3日から1999年3月20日までフジテレビで放送されたトークバラエティ番組。放送時間は毎週土曜 13:00 - 14:00 (JST) 。

## 概要
父親でもある薬丸裕英、保坂尚輝、内藤剛志の3人が、薬丸の家のガレージを改装して作った隠れ家という設定の「パパアミーゴ」に毎週ゲストを迎え、彼らと家族の話から巷の話題まで様々な話題のトークを繰り広げていた番組である。その他に、毎週2組の家族が出場して幸せ自慢で対決する「爆笑! 家族アミーゴ!!」のコーナーがあった。このコーナーの進行を務めていたのは爆笑問題の2人と深澤里奈（当時フジテレビアナウンサー）。
企画制作を担当したのは、1996年10月放送開始の『スタミナ天国ターボ』以来フジテレビ土曜13時台の番組を手掛けてきたイザワオフィスであるが、志村けんや加藤茶などのドリフのメンバーは出演していなかった。なお、同社はこの番組を最後に、同枠放送番組の制作を行っていない。

## スタッフ
- 構成：乙川恒樹、豊田俊一、吉村智樹
- 編成企画：山根法久（フジテレビ）
- ディレクター：関和真史、加藤悦生、柄雄彦
- 総合演出：高橋章良
- プロデューサー：井澤健
- 美術協力：フジアール
- 企画制作：イザワオフィス